# Bert H. Miller
Bert H. Miller (St. George, 1879. december 15. – Washington, 1949. október 8.) az Amerikai Egyesült Államok szenátora (Idaho, 1949).